# Scelio hyalinipennis
Scelio hyalinipennis är en stekelart som beskrevs av William Harris Ashmead 1887. Scelio hyalinipennis ingår i släktet Scelio och familjen Scelionidae. Inga underarter finns listade i Catalogue of Life.